# Esmoulins
Esmoulins est une commune française située dans le département de la Haute-Saône, la région culturelle et historique de Franche-Comté et la région administrative Bourgogne-Franche-Comté.

## Géographie
Construit sur les bords de la Tenise, un petit affluent de rive gauche de la Saône dans lequel il se jette sur le territoire de la commune, ce petit village de Haute-Saône est à l'écart de la route nationale reliant Gray à Dole. Ceci confère à ce village un caractère paisible et calme.

### Climat
Pour des articles plus généraux, voir Climat de la Bourgogne-Franche-Comté et Climat de la Haute-Saône.
En 2010, le climat de la commune est de type climat océanique dégradé des plaines du Centre et du Nord, selon une étude du Centre national de la recherche scientifique s'appuyant sur une série de données couvrant la période 1971-2000. En 2020, Météo-France publie une typologie des climats de la France métropolitaine dans laquelle la commune est exposée à un climat semi-continental et est dans la région climatique  Lorraine, plateau de Langres, Morvan, caractérisée par un hiver rude (1,5 °C), des vents modérés et des brouillards fréquents en automne et hiver. 
Pour la période 1971-2000, la température annuelle moyenne est de 10,5 °C, avec une amplitude thermique annuelle de 17,5 °C. Le cumul annuel moyen de précipitations est de 938 mm, avec 12,3 jours de précipitations en janvier et 8,6 jours en juillet. Pour la période 1991-2020, la température moyenne annuelle observée sur la station météorologique de Météo-France la plus proche, « Chargey-lès-Gray », sur la commune de Chargey-lès-Gray à 9 km à vol d'oiseau, est de 11,5 °C et le cumul annuel moyen de précipitations est de 834,3 mm. 
La température maximale relevée sur cette station est de 39,3 °C, atteinte le 25 juillet 2019 ; la température minimale est de −18,2 °C, atteinte le 20 décembre 2009,,. 
Les paramètres climatiques de la commune ont été estimés pour le milieu du siècle (2041-2070) selon différents scénarios d'émission de gaz à effet de serre à partir des nouvelles projections climatiques de référence DRIAS-2020. Ils sont consultables sur un site dédié publié par Météo-France en novembre 2022.

## Urbanisme

### Typologie
Au 1er janvier 2024, Esmoulins est catégorisée commune rurale à habitat dispersé, selon la nouvelle grille communale de densité à sept niveaux définie par l'Insee en 2022.
Elle est située hors unité urbaine. Par ailleurs la commune fait partie de l'aire d'attraction de Gray, dont elle est une commune de la couronne,. Cette aire, qui regroupe 63 communes, est catégorisée dans les aires de moins de 50 000 habitants,.

### Occupation des sols
L'occupation des sols de la commune, telle qu'elle ressort de la base de données européenne d’occupation biophysique des sols Corine Land Cover (CLC), est marquée par l'importance des territoires agricoles (50 % en 2018), en diminution par rapport à 1990 (54,3 %). La répartition détaillée en 2018 est la suivante : terres arables (34 %), forêts (33,3 %), prairies (10,6 %), eaux continentales (9,3 %), milieux à végétation arbustive et/ou herbacée (7,4 %), zones agricoles hétérogènes (5,4 %). L'évolution de l’occupation des sols de la commune et de ses infrastructures peut être observée sur les différentes représentations cartographiques du territoire : la carte de Cassini (XVIIIe siècle), la carte d'état-major (1820-1866) et les cartes ou photos aériennes de l'IGN pour la période actuelle (1950 à aujourd'hui).

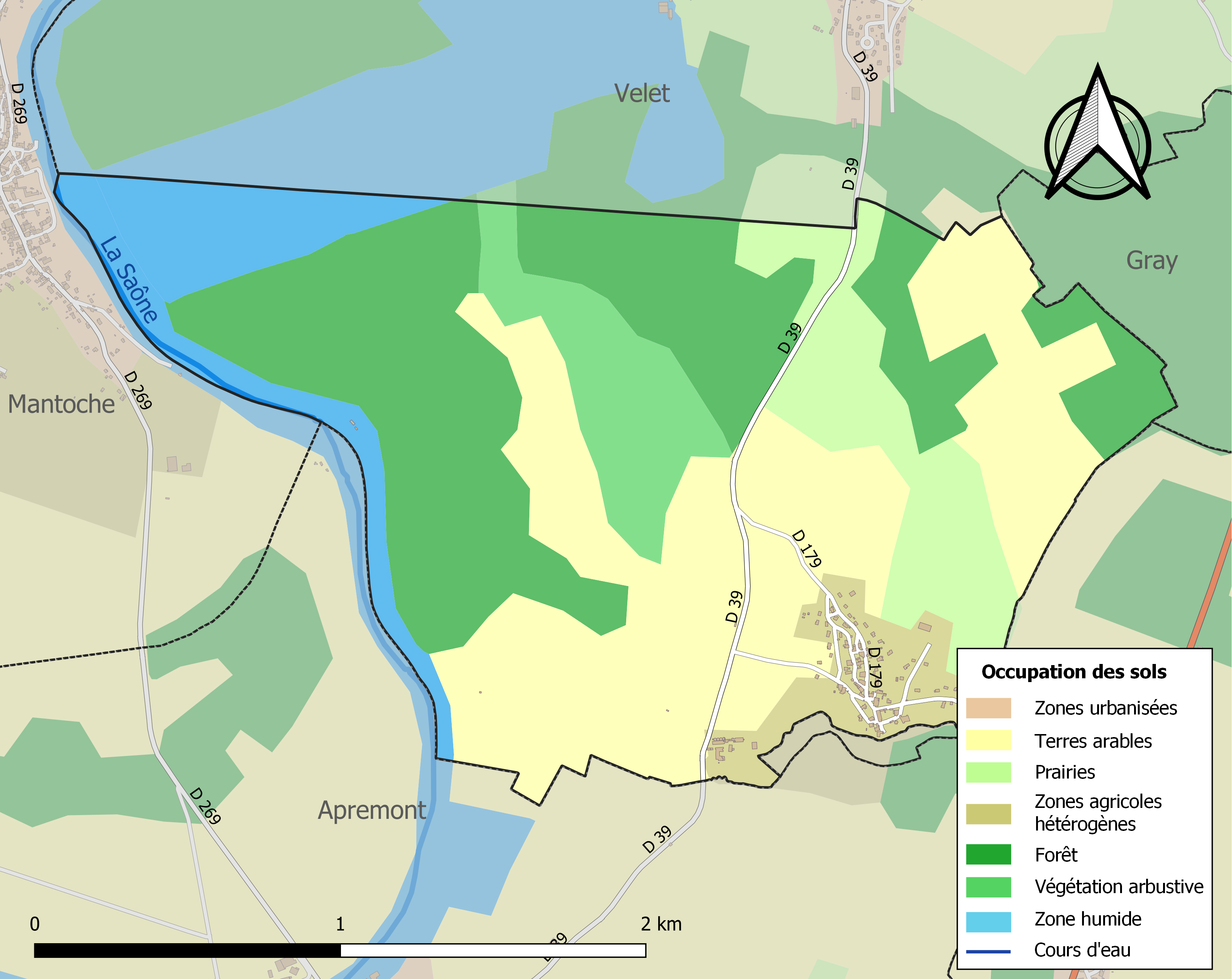
Carte des infrastructures et de l'occupation des sols de la commune en 2018 (CLC).

## Histoire
La commune doit son nom à deux moulins à eau, déjà présents en 1789. En effet, à la suite de la Révolution française, les deux moulins qui appartenaient au clergé ont été confisqués.
Actuellement, les deux moulins sont encore sur pied, l'un a été reconverti en silo à grains et l'autre en habitation privée.

## Politique et administration

### Rattachements administratifs et électoraux
La commune fait partie de l'arrondissement de Vesoul du département de la Haute-Saône, en région Bourgogne-Franche-Comté. Pour l'élection des députés, elle dépend de la première circonscription de la Haute-Saône.
Elle fait partie depuis 1801 du canton de Gray (dont la composition a été modifiée dans le cadre du redécoupage cantonal de 2014 en France, passant de 21 à 24 communes).

### Intercommunalité
La commune a adhéré le 1er janvier 2004 à l'ancienne communauté de communes Val de Gray.
L'article 35 de la loi n° 2010-1563 du 16 décembre 2010 « de réforme des collectivités territoriales » prévoyait d'achever et de rationaliser le dispositif intercommunal en France, et notamment d'intégrer la quasi-totalité des communes françaises dans des EPCI à fiscalité propre, dont la population soit normalement supérieure à 5 000 habitants.
Dans ce cadre, le schéma départemental de coopération intercommunale (SDCI) approuvé par le préfet de Haute-Saône le 23 décembre 2011 a prévu la fusion de cette intercommunalité avec la petite communauté de communes du Pays d'Autrey, auxquelles plusieurs communes jusqu'alors isolées devraient se joindre.
La commune est donc membre depuis le 1er janvier 2013 de la nouvelle communauté de communes Val de Gray.

### Liste des maires

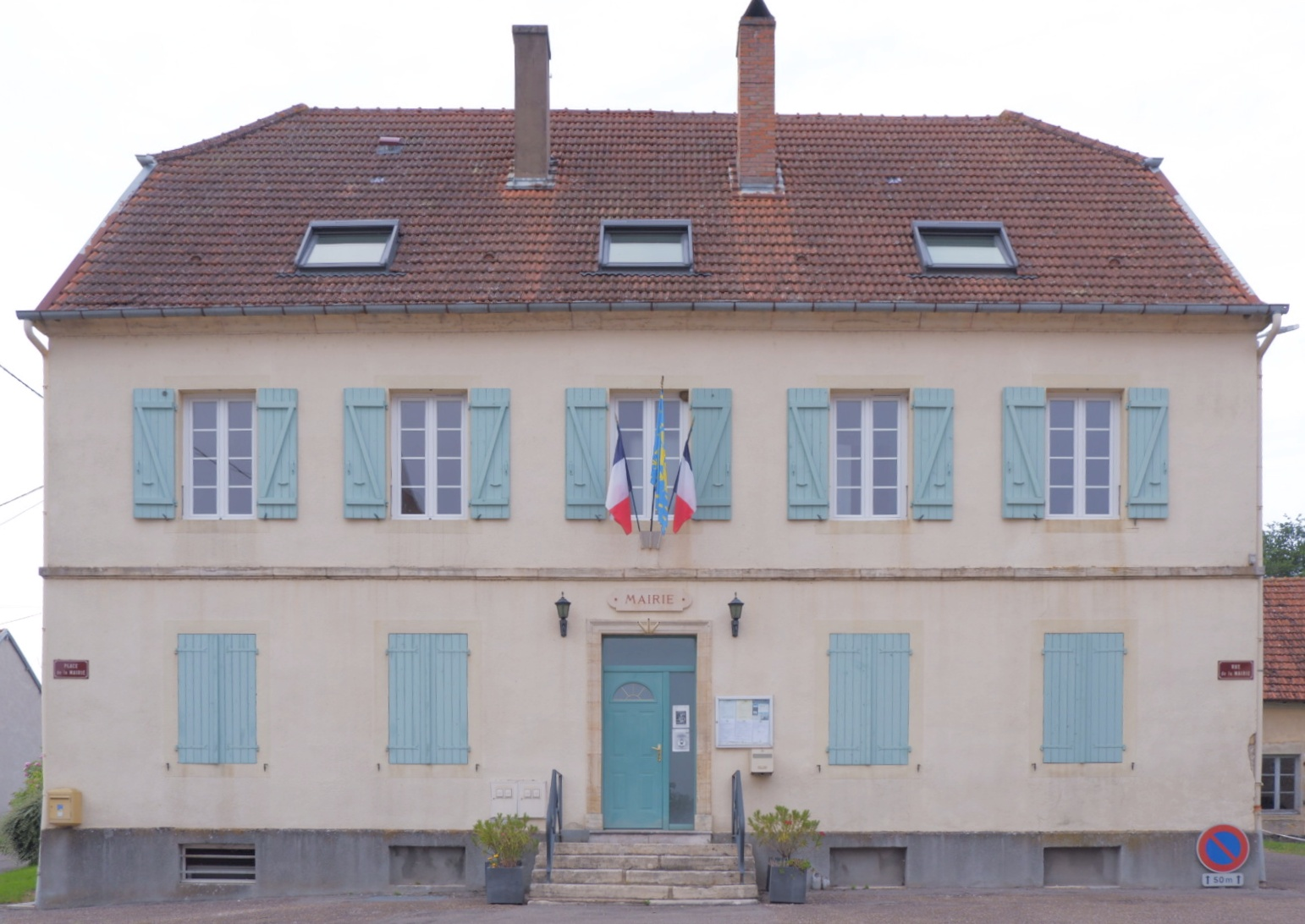
Mairie

| Période                                  | Période  | Identité           | Étiquette | Qualité |
| ---------------------------------------- | -------- | ------------------ | --------- | ------- |
| Les données manquantes sont à compléter. |          |                    |           |         |
| 1944                                     | 1950     | Bernard Bouvet     |           |         |
| 1950                                     | 1980     | Roger Bouvet       |           |         |
| 1980                                     | 1983     | Jean Baretti       |           |         |
| 1983                                     | 1989     | Gérard Jacquet     |           |         |
| 1989                                     | 2001     | Claude Fouquet     |           |         |
| 2001                                     | 2017     | Colette Bergeret   |           |         |
| 2017                                     | 2020     | Marie-Thérèse Muno |           |         |
| 2020                                     | En cours | Didier Cheminot    |           |         |

## Démographie
L'évolution du nombre d'habitants est connue à travers les recensements de la population effectués dans la commune depuis 1793. Pour les communes de moins de 10 000 habitants, une enquête de recensement portant sur toute la population est réalisée tous les cinq ans, les populations de référence des années intermédiaires étant quant à elles estimées par interpolation ou extrapolation. Pour la commune, le premier recensement exhaustif entrant dans le cadre du nouveau dispositif a été réalisé en 2006.

En 2022, la commune comptait 128 habitants, en évolution de −6,57 % par rapport à 2016 (Haute-Saône : −1,4 %, France hors Mayotte : +2,11 %).
| 1793 | 1800 | 1806 | 1821 | 1831 | 1836 | 1841 | 1846 | 1851 |
| ---- | ---- | ---- | ---- | ---- | ---- | ---- | ---- | ---- |
| 203  | 193  | 188  | 169  | 200  | 189  | 174  | 170  | 178  |

| 1856 | 1861 | 1866 | 1872 | 1876 | 1881 | 1886 | 1891 | 1896 |
| ---- | ---- | ---- | ---- | ---- | ---- | ---- | ---- | ---- |
| 140  | 146  | 143  | 148  | 129  | 121  | 118  | 113  | 103  |

| 1901 | 1906 | 1911 | 1921 | 1926 | 1931 | 1936 | 1946 | 1954 |
| ---- | ---- | ---- | ---- | ---- | ---- | ---- | ---- | ---- |
| 99   | 83   | 86   | 82   | 94   | 105  | 109  | 124  | 99   |

| 1962 | 1968 | 1975 | 1982 | 1990 | 1999 | 2006 | 2011 | 2016 |
| ---- | ---- | ---- | ---- | ---- | ---- | ---- | ---- | ---- |
| 96   | 88   | 84   | 140  | 130  | 113  | 144  | 156  | 137  |

| 2021 | 2022 | - | - | - | - | - | - | - |
| ---- | ---- | - | - | - | - | - | - | - |
| 130  | 128  | - | - | - | - | - | - | - |

## Culture locale et patrimoine

### Lieux et monuments
- L'église Saint-Joachim et Sainte-Anne[21] dite aussi chapelle Sainte-Anne a été édifiée au XVIe siècle. Originale par son clocher latéral.
- Le lavoir couvert et son puisard.

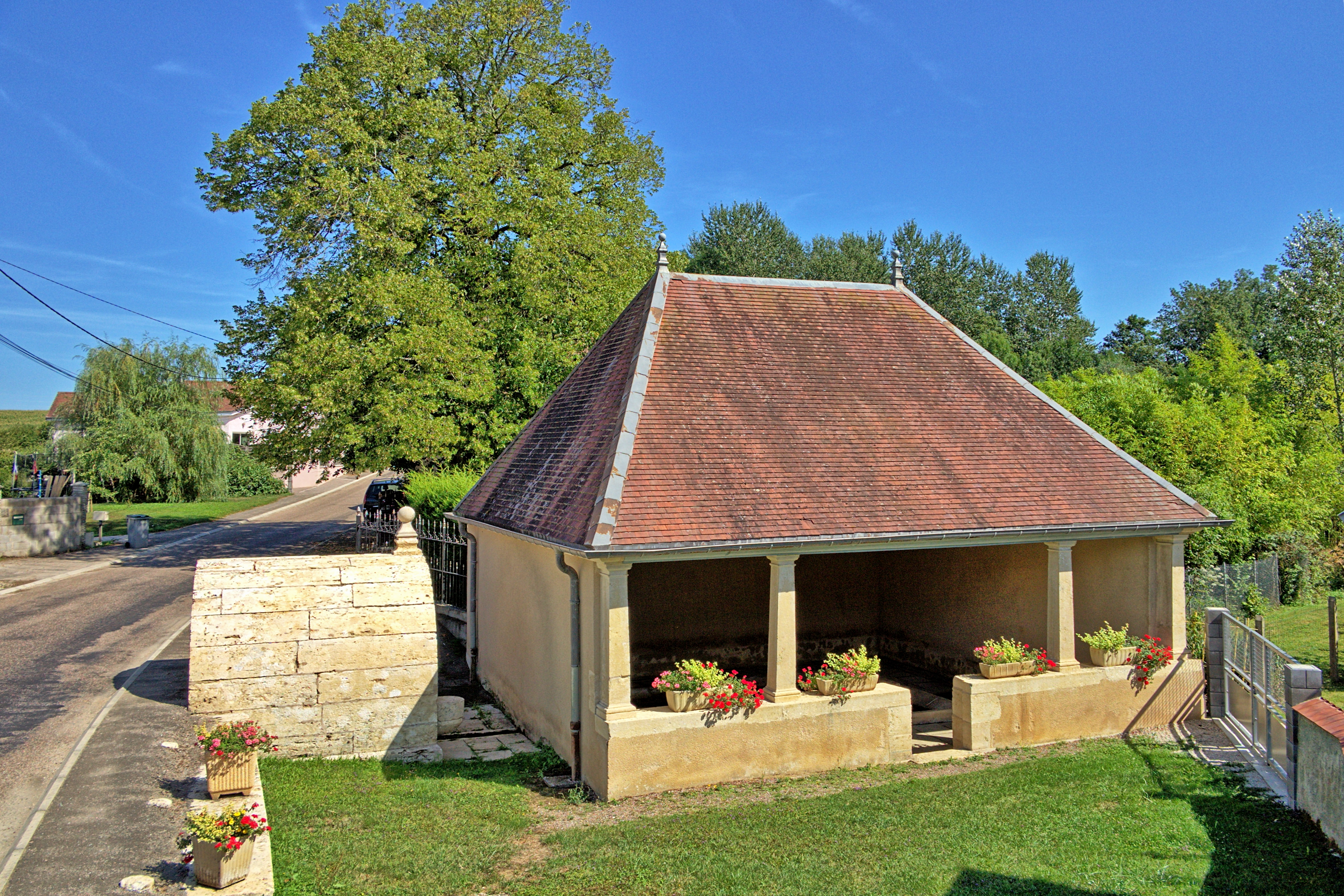
Le lavoir et son puisard.
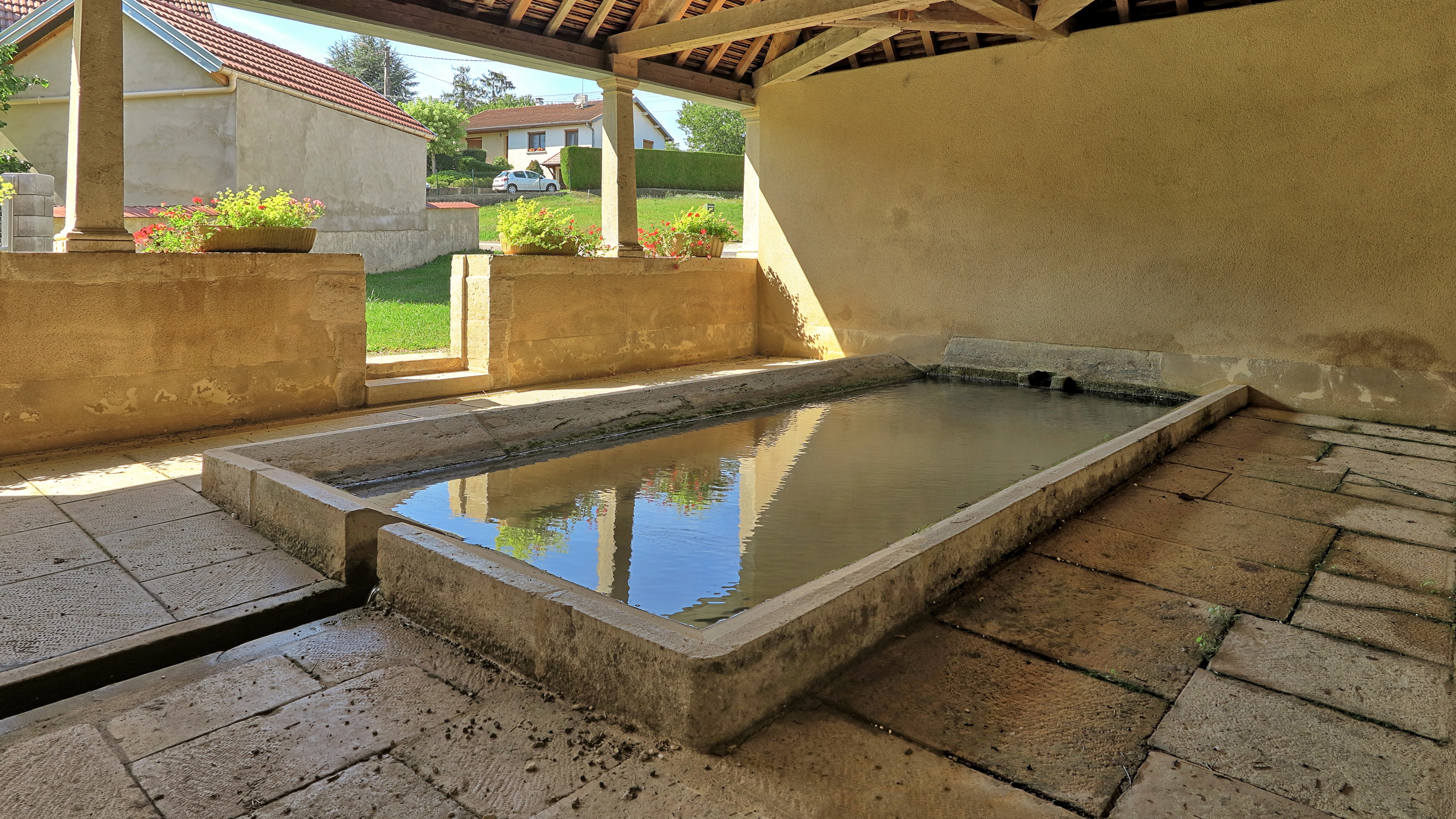
Le bassin du lavoir.

### Divers
- Affaire Daval